# Daniel Fernández Fernández
Daniel „Dani“ Fernández Fernández (* 30. April 1997 in Madrid) ist ein spanischer Fußballspieler.

## Karriere
Fernández begann seine Karriere beim FC Getafe. Zur Saison 2011/12 wechselte er zum CD Leganés. Zur Saison 2012/13 wechselte er in die Jugend von Real Madrid. Zur Saison 2015/16 rückte er in den Kader der zweiten Mannschaft Reals. Für diese spielte er in seiner ersten Saison 17 Mal in der drittklassigen Segunda División B. Zur Saison 2016/17 wurde er an den Drittligisten AD Mérida verliehen. Für Mérida absolvierte er 20 Drittligaspiele. Im August 2017 wurde er ein zweites Mal verliehen, diesmal an den CF Fuenlabrada. Für Fuenlabrada absolvierte er während der Leihe 24 Drittligapartien.
Zur Saison 2018/19 kehrte Fernández zu Real zurück, wo er weitere 19 Drittligaspiele machte. Zur Saison 2019/20 verließ er Real schließlich endgültig und wechselte fest nach Fuenlabrada, das in seiner Abwesenheit in die Segunda División aufgestiegen war. Im August 2019 gab er anschließend sein Debüt in der zweithöchsten Spielklasse. In der Saison 2019/20 absolvierte er insgesamt 13 Zweitligaspiele.
Zur Saison 2020/21 wechselte Fernández wieder eine Liga tiefer, diesmal schloss er sich dem CD Badajoz an. Für Badajoz kam er in zwei Spielzeiten zu 49 Drittligaeinsätzen. Zur Saison 2022/23 schloss er sich Zweitligist Racing Santander an. Für Santander absolvierte er in zwei Jahren 57 Spiele in der Segunda División. Im Juli 2024 ging er erstmals ins Ausland und wechselte nach Russland zum FK Chimki.